# Campionato Carioca di pallavolo maschile
Il Campionato Carioca è un torneo pallavolistico per squadre di club brasiliane dello stato di Rio de Janeiro, istituito dalla Federazione pallavolistica di Rio de Janeiro.

## Albo d'oro
| Anno          | Podio               | Podio                 | Podio                 |
| Campione      | Seconda             | Terza                 |                       |
| ------------- | ------------------- | --------------------- | --------------------- |
| 1924 Dettagli | São Cristóvão       | -                     | -                     |
| 1925 Dettagli | São Cristóvão       | -                     | -                     |
| 1926 Dettagli | São Cristóvão       | -                     | -                     |
| 1927 Dettagli | São Cristóvão       | -                     | -                     |
| 1928 Dettagli | São Cristóvão       | -                     | -                     |
| 1929 Dettagli | São Cristóvão       | -                     | -                     |
| 1930 Dettagli | América             | -                     | -                     |
| 1931          | Non disputato       | Non disputato         | Non disputato         |
| 1932 Dettagli | Tijuca              | -                     | -                     |
| 1933-37       | Non disputato       | Non disputato         | Non disputato         |
| 1938 Dettagli | Botafogo            | -                     | -                     |
| 1939 Dettagli | Botafogo            | -                     | -                     |
| 1940 Dettagli | Botafogo            | -                     | -                     |
| 1941 Dettagli | Botafogo            | -                     | -                     |
| 1942 Dettagli | Botafogo            | -                     | -                     |
| 1943 Dettagli | Fluminense          | -                     | -                     |
| 1944 Dettagli | Botafogo            | -                     | -                     |
| 1945-46       | Non disputato       | Non disputato         | Non disputato         |
| 1947 Dettagli | Fluminense          | -                     | -                     |
| 1948 Dettagli | Fluminense          | -                     | -                     |
| 1949 Dettagli | Flamengo            | -                     | -                     |
| 1950 Dettagli | Botafogo            | -                     | -                     |
| 1951 Dettagli | Flamengo            | -                     | -                     |
| 1952 Dettagli | Fluminense          | -                     | -                     |
| 1953 Dettagli | Flamengo            | -                     | -                     |
| 1954 Dettagli | Fluminense          | -                     | -                     |
| 1955 Dettagli | Flamengo            | -                     | -                     |
| 1956 Dettagli | Fluminense          | -                     | -                     |
| 1957 Dettagli | Fluminense          | -                     | -                     |
| 1958 Dettagli | Fluminense          | -                     | -                     |
| 1959 Dettagli | Flamengo            | -                     | -                     |
| 1960 Dettagli | Flamengo            | -                     | -                     |
| 1961 Dettagli | Flamengo            | -                     | -                     |
| 1962 Dettagli | Botafogo            | -                     | -                     |
| 1963 Dettagli | AABB Rio de Janeiro | -                     | -                     |
| 1964 Dettagli | AABB Rio de Janeiro | -                     | -                     |
| 1965 Dettagli | Botafogo            | -                     | -                     |
| 1966 Dettagli | Botafogo            | -                     | -                     |
| 1967 Dettagli | Botafogo            | -                     | -                     |
| 1968 Dettagli | Botafogo            | -                     | -                     |
| 1969 Dettagli | Botafogo            | -                     | -                     |
| 1970 Dettagli | Botafogo            | -                     | -                     |
| 1971 Dettagli | Botafogo            | -                     | -                     |
| 1972 Dettagli | Botafogo            | -                     | -                     |
| 1973 Dettagli | Botafogo            | -                     | -                     |
| 1974 Dettagli | Botafogo            | -                     | -                     |
| 1975 Dettagli | Botafogo            | -                     | -                     |
| 1976 Dettagli | Fluminense          | -                     | -                     |
| 1977 Dettagli | Flamengo            | -                     | -                     |
| 1978 Dettagli | Botafogo            | -                     | -                     |
| 1979 Dettagli | Botafogo            | -                     | -                     |
| 1980 Dettagli | Fluminense          | -                     | -                     |
| 1981 Dettagli | AABB Rio de Janeiro | -                     | -                     |
| 1982 Dettagli | Atlântica Boavista  | -                     | -                     |
| 1983 Dettagli | Atlântica Boavista  | -                     | -                     |
| 1984 Dettagli | Bradesco Atlântica  | -                     | -                     |
| 1985 Dettagli | Bradesco Atlântica  | -                     | -                     |
| 1986 Dettagli | Bradesco Atlântica  | -                     | -                     |
| 1987 Dettagli | Flamengo            | -                     | -                     |
| 1988 Dettagli | Flamengo            | -                     | -                     |
| 1989 Dettagli | Flamengo            | -                     | -                     |
| 1990 Dettagli | Flamengo            | -                     | -                     |
| 1991 Dettagli | Flamengo            | -                     | -                     |
| 1992 Dettagli | Flamengo            | -                     | -                     |
| 1993 Dettagli | Flamengo            | -                     | -                     |
| 1994 Dettagli | Flamengo            | -                     | -                     |
| 1995 Dettagli | Flamengo            | -                     | -                     |
| 1996 Dettagli | Flamengo            | -                     | -                     |
| 1997 Dettagli | AABB Campos         | -                     | -                     |
| 1998 Dettagli | Olympikus           | -                     | -                     |
| 1999 Dettagli | Olympikus           | -                     | -                     |
| 2000 Dettagli | Vasco da Gama       | -                     | -                     |
| 2001 Dettagli | Petrópolis          | -                     | -                     |
| 2002 Dettagli | Petrópolis          | -                     | -                     |
| 2003 Dettagli | Tijuca              | -                     | -                     |
| 2004 Dettagli | Universo            | -                     | -                     |
| 2005 Dettagli | Flamengo            | -                     | -                     |
| 2006 Dettagli | Celso Lisboa        | -                     | -                     |
| 2007 Dettagli | Botafogo            | -                     | -                     |
| 2008 Dettagli | Volta Redonda       | Tijuca                | -                     |
| 2009 Dettagli | Volta Redonda       | Campos dos Goytacazes | Botafogo              |
| 2010 Dettagli | Volta Redonda       | AABB Niterói          | Botafogo              |
| 2011 Dettagli | RJX                 | Volta Redonda         | Botafogo              |
| 2012 Dettagli | RJX                 | Volta Redonda         | CIB                   |
| 2013 Dettagli | RJ                  | Volta Redonda         | Botafogo              |
| 2014 Dettagli | Flamengo            | PV Resende            | Botafogo              |
| 2015 Dettagli | Botafogo            | Flamengo              | Canto do Rio          |
| 2016 Dettagli | Sesc                | Botafogo              | Tijuca                |
| 2017 Dettagli | Sesc                | Botafogo              | Tijuca                |
| 2018 Dettagli | Sesc                | Botafogo              | Flamengo              |
| 2019 Dettagli | Sesc                | Campos dos Goytacazes | Flamengo              |
| 2020 Dettagli | Tijuca              | Flamengo              | Campos dos Goytacazes |
| 2021 Dettagli | Niterói             | Flamengo              | Tijuca                |
| 2022 Dettagli | Niterói             | Flamengo              | Fluminense            |

## Palmarès
| Squadra             | Titolo | Edizione |
| ------------------- | ------ | --- |
| Botafogo            | 23     | 1938, 1939, 1940, 1941, 1942, 1944, 1950, 1962, 1965, 1966, 1967, 1968, 1969, 1970, 1971, 1972, 1973, 1974, 1975, 1978, 1979, 2007, 2015 |
| Flamengo            | 20     | 1949, 1951, 1953, 1955, 1959, 1960, 1961, 1977, 1987, 1988, 1989, 1990, 1991, 1992, 1993, 1994, 1995, 1996, 2005, 2014                   |
| Fluminense          | 10     | 1943, 1947, 1948, 1952, 1954, 1956, 1957, 1958, 1976, 1980                                                                               |
| São Cristóvão       | 6      | 1924, 1925, 1926, 1927, 1928, 1929 |
| Sesc                | 4      | 2016, 2017, 2018, 2019 |
| AABB Rio de Janeiro | 3      | 1963, 1964, 1965 |
| Volta Redonda       | 3      | 2008, 2009, 2010 |
| RJ                  | 3      | 2011, 2012, 2013 |
| Tijuca              | 3      | 1932, 2003, 2020 |
| Unisul              | 2      | 1998, 1999 |
| Petrópolis          | 2      | 2001, 2002 |
| Niterói             | 2      | 2021, 2022 |
| América             | 1      | 1930 |
| AABB Campos         | 1      | 1997 |
| Vasco da Gama       | 1      | 2000 |
| Universo            | 1      | 2004 |
| Celso Lisboa        | 1      | 2006 |